# Saariselkä

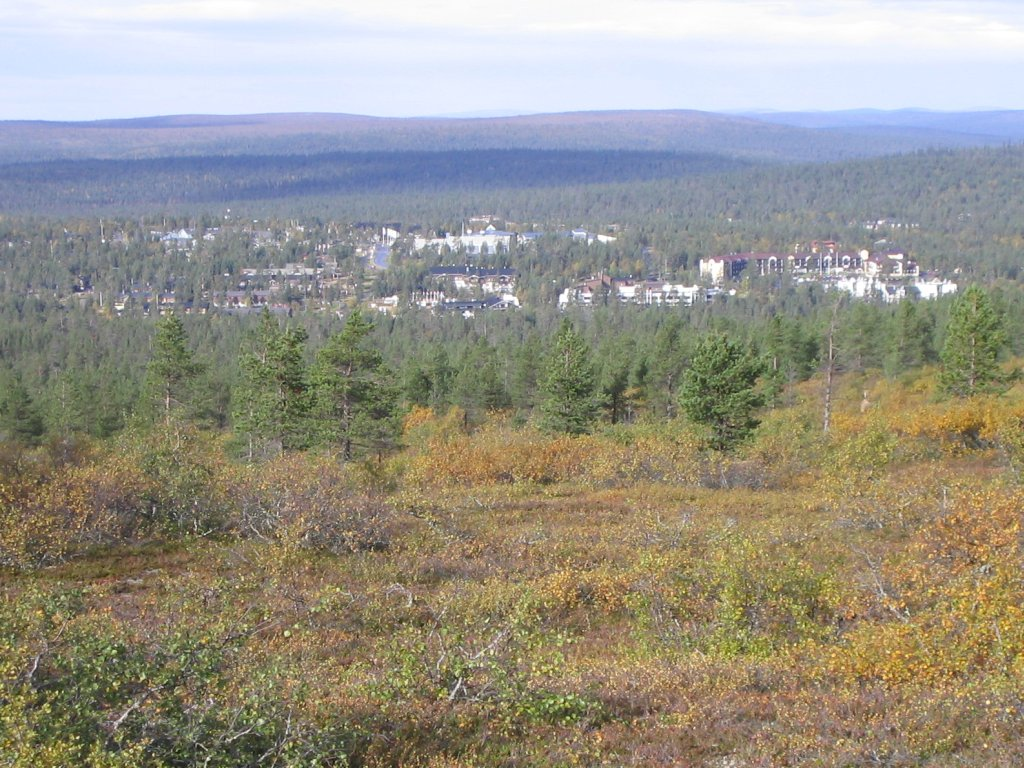
Das Dorf Saariselkä vom Iisakinpää gesehen

Saariselkä [ˈsɑːrisɛlkæ] (finnisch für Inselrücken, nordsamisch Suoločielgi) ist ein Wintersportort und Fjellgebiet im finnischen Teil Lapplands.
Der Ort Saariselkä liegt im Süden der Gemeinde Inari, ca. 30 km südlich des Hauptortes Ivalo an der Staatsstraße 4 und hat 311 Einwohner. Es handelt sich um einen touristisch bedeutsamen Wintersportort mit ca. 10.600 Bettenplätzen. Mit über 240.000 Übernachtungen pro Jahr ist Saariselkä das größte Ferienzentrum Finnisch-Lapplands. Neben Hotels und Restaurants befinden sich in dem Dorf Lebensmittelgeschäfte, eine Alko-Filiale, ein Bankautomat, eine Tankstelle und eine Kapelle. An den Hängen der angrenzenden Fjells Kaunispää und Iisakkipää befinden sich elf Skipisten, davon sind fünf beleuchtet. Skilanglauf ist auf dem 230 km langen Loipennetz (davon 34 km beleuchtet) möglich. Wegen seiner natürlichen Begebenheiten verfügt Saariselkä über weniger und kürzere Pisten als andere nordfinnische Skisportzentren wie Levi. Dafür zieht der Ort neben den Skifahrern in Winter auch viele Naturtouristen im Sommer und Herbst an, sodass die Saisonalität weniger stark ausgeprägt ist als in vielen anderen Touristenzentren Lapplands: Die Hauptsaison ist die Skisaison im März und April mit jeweils knapp 34.000 Übernachtungen, aber auch im Juli und September werden jeweils rund 25.000 Übernachtungen registriert.
Ferner bezeichnet Saariselkä das Fjellgebiet, das sich östlich des Ortes bis hin zur russischen Grenze erstreckt. Es ist gänzlich unbewohnt und gehört zum Nationalpark Urho Kekkonen. Die höchste Erhebung ist der 718 Meter hohe Fjell Sokosti im Gemeindegebiet von Sodankylä.